# Fujiwara no Michikane
Fujiwara no Kamemichi (藤原 道兼, 961 - 13 juin 995), est le fils de Fujiwara no Kaneie. C'est un kugyō (noble japonais), membre du clan Fujiwara et l'un des régents Fujiwara puisqu'il sert comme kampaku.